# Westhampton Beach
Westhampton Beach – wieś w Stanach Zjednoczonych, w stanie Nowy Jork, w hrabstwie Suffolk, nad Oceanem Atlantyckim.